# Монтаньє (провінція Тренто)
Монтаньє (італ. Montagne) — колишній муніципалітет в Італії, у регіоні Трентіно-Альто-Адідже,  провінція Тренто. З 1 січня 2016 року Монтаньє (провінція Тренто) є частиною новоствореного муніципалітету Тре-Вілле.
Монтаньє розташоване на відстані близько 490 км на північ від Рима, 29 км на захід від Тренто.
Населення — 243 особи (2014).
Щорічний фестиваль відбувається 24 серпня. Покровитель — святий Варфоломій.

## Демографія
Населення за роками:

Станом на 31 грудня 2014 року в муніципалітеті офіційно проживали 3 іноземці з 3 країн, серед них 3 громадяни країн Євросоюзу.

## Сусідні муніципалітети
- Боченаго
- Порте-ді-Рендена
- Пелуго
- Преоре
- Раголі
- Сп'яццо
- Стеніко